# لیگ برتر فوتبال ایالات متحده آمریکا ۲۰۲۴
لیگ حرفه‌ای فوتبال آمریکا ۲۰۲۴ (به انگلیسی: 2024 Major League Soccer season) بیست و نهمین دوره لیگ حرفه‌‎ای فوتبال (به انگلیسی: Major League Soccer) معروف به ام‌ال‌اس (به انگلیسی: MLS) است.